# Oliver Berg
Oliver Berg (28 augustus 1993) is een Noors voetballer. De midenvelder speelt voor Djurgårdens IF, dat uitkomt in de Zweedse Allsvenskan. 

## Carrière
Berg speelde in eigen land voor Raufoss IL en Odds BK, voordat hij op 18 december 2017 werd vastgelegd door Dalkurd FF. Na dertien wedstrijden maakte hij op 14 augustus 2018 de overstap naar GIF Sundsvall. Twee en een half jaar later werd Berg door Kalmar FF overgenomen.
Na twee seizoenen in Kalmar, waarin Berg tot 21 doelpunten kwam, maakte hij de overstap naar Djurgårdens IF. Hier tekende de Noor voor vier jaar.